# Distoleon boninensis
Distoleon boninensis är en insektsart som beskrevs av Adams 1959. Distoleon boninensis ingår i släktet Distoleon och familjen myrlejonsländor. Inga underarter finns listade i Catalogue of Life.